# Luftangriffe auf Erfurt
Alliierte Luftangriffe auf Erfurt im Zweiten Weltkrieg erfolgten durch die 8th Air Force der United States Army Air Forces (USAAF) und durch das Bomber Command der britischen Royal Air Force (RAF). Der zeitliche Schwerpunkt lag zwischen Juli 1944 und März 1945. Bei 27 Luftangriffen durch insgesamt über 565 Bombenflugzeuge wurden 1.100 Tonnen Bomben über dem Raum Erfurt abgeworfen, es gab in Erfurt jedoch im Gegensatz zu allen anderen deutschen Städten gleicher Größe keine Flächenbombardements. 530 Gebäude wurden zerstört, 2.550 schwer bis mittelschwer beschädigt. Darunter befanden sich zahlreiche Kulturbauten. Etwa 1.600 Zivilisten, überwiegend Frauen und Kinder, wurden getötet.

## Erfurt vor dem Krieg und im Krieg
Erfurt war bis 1945 Hauptstadt eines preußischen Regierungsbezirks. Mit 147.000 Einwohnern (1935) war sie Großstadt und die größte Stadt Thüringens, sowie dessen wirtschaftlicher Mittelpunkt. Sie hatte eine historische Altstadt mit gotischen Kirchen und stattlichen Bürgerhäusern. Erfurt war ein wichtiger Knotenpunkt der Deutschen Reichsbahn, auch mit großem Güterbahnhof und Bahnbetriebswerk. Erfurt hatte Anschluss an die neue Reichsautobahn. Seit den 1920er Jahren besaß die Stadt (bis 1939) einen Zivilflughafen Erfurt-Nord am Roten Berg.
Garnisonstadt der Reichswehr war Erfurt auch in der Zeit der Weimarer Republik. Seit Mitte der 1930er Jahre jedoch wurde es zu einem starken Wehrmachtstandort ausgebaut, für Infanterie, Panzer, Artillerie und Luftwaffe. Es entstanden viele neue Kasernen, zwei militärische Flugplätze (Flugplatz Erfurt-Nord und Erfurt-Bindersleben), ein Standortlazarett und militärische Versorgungseinrichtungen. Folgen der Luftangriffe: "Die zahlreichen militärischen Einrichtungen wurden von den Kriegseinwirkungen nur teilweise betroffen" (die beiden Flugplätze schwer), "Keine der neuen Kasernen des Heeres hatte größere Zerstörungen aufzuweisen".
Die Erfurter Industrie übernahm zunehmend Rüstungsaufgaben. Zu diesen Unternehmen gehörten: das Flugzeug-Reparaturwerk (REWE) mit dem Flugplatz Erfurt Nord (früher Zivilflugplatz) am Roten Berg, die Maschinenfabrik Geipel (ERMA), die Berlin-Erfurter Maschinenfabrik, die Olympia Büromaschinenwerk AG Erfurt und die Telefunken GmbH. Folgen der Luftangriffe: "Die größeren traditionellen Rüstungsbetriebe der Stadt waren dagegen weitgehend verschont geblieben" (Flugzeug-Reparaturwerk schwer getroffen).

## Luftschutz

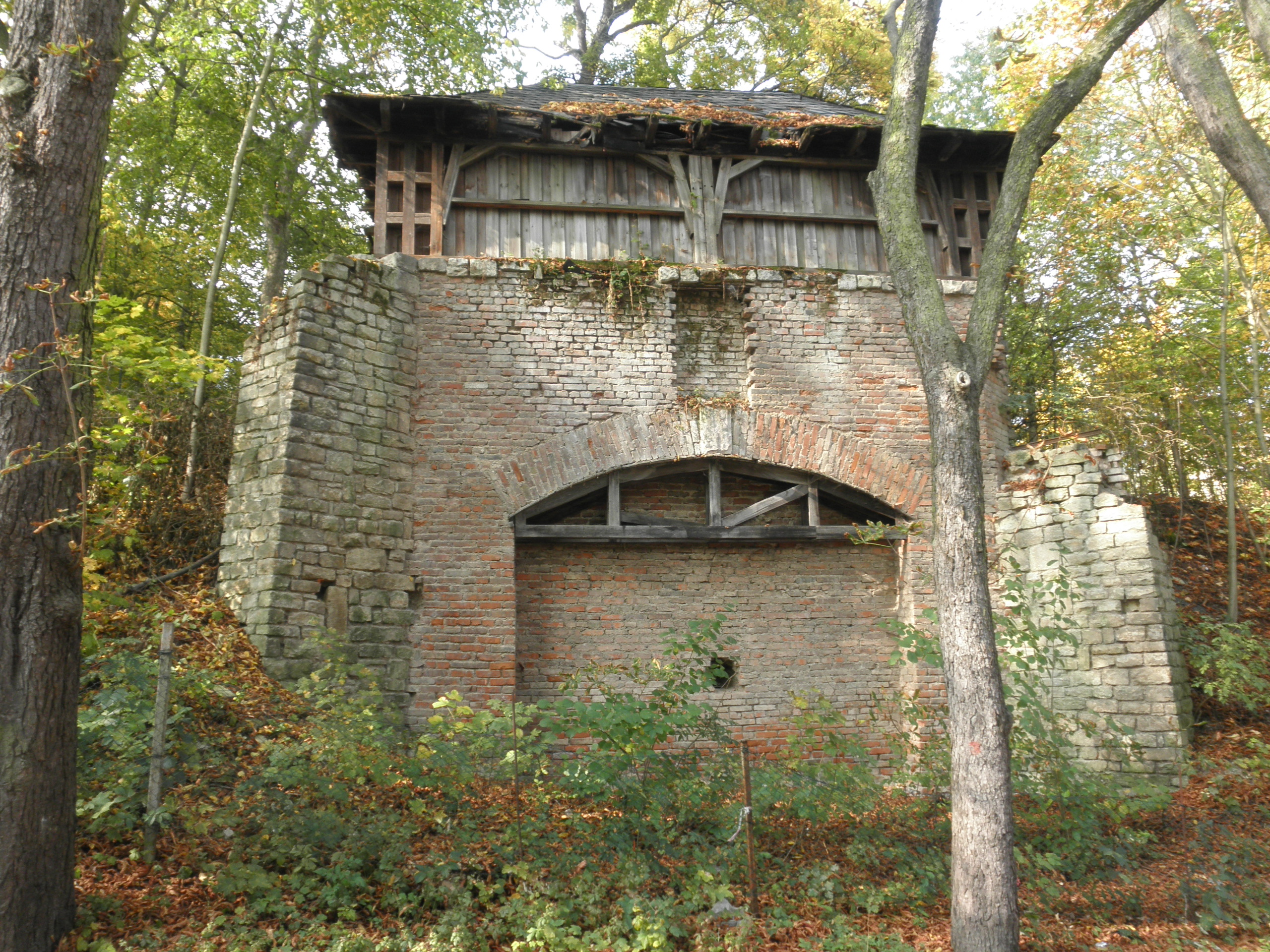
Eingang (2015) zu Luftschutzstollen Arnstädter Hohle im Steigerwald (Erfurt)

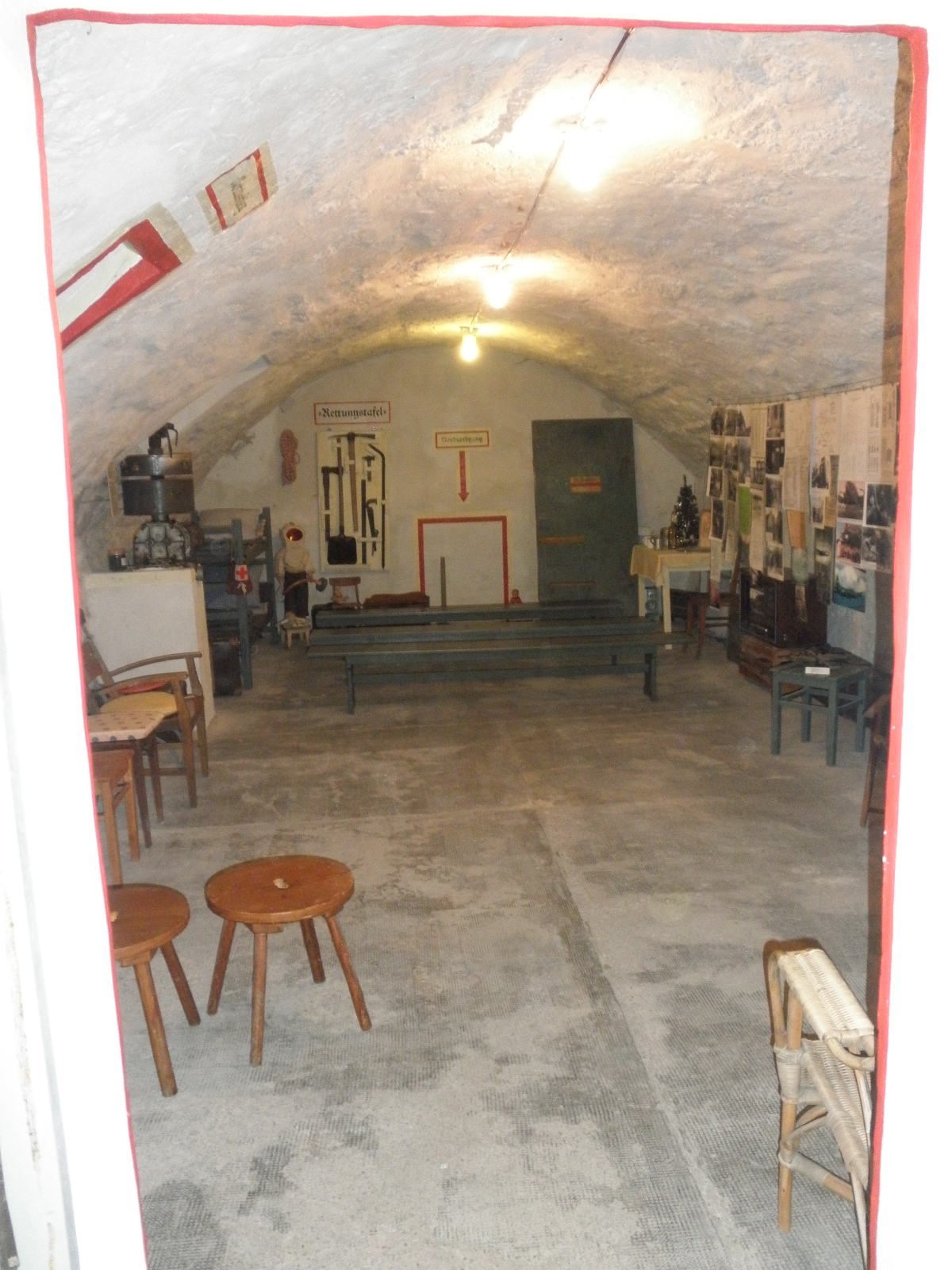
Luftschutzkeller-Museum Erfurt Wigbertihof (2016)

Vom Reichsluftfahrtministerium wurde Erfurt als "besonders gefährdeter Ort" eingestuft. Trotzdem verfügte es als „Luftschutzort 2. Ordnung“, über keine bombensicheren Hoch- und zunächst auch keine Tiefbunker. Neben den öffentlichen, betrieblichen, behördlichen und privaten Luftschutzkellern wurde von den Verantwortlichen der Stadt auf zahlreiche vorhandene und auszubauende Gewölbekeller und Stollen gesetzt.
So wurden 1938 vier mittelalterliche Gewölbekeller unter dem südwestlichen Flügel des Wigbertihofs (damalige Polizeidienststelle) als Luftschutzräume für 50 Personen ausgebaut, einschließlich einer Gasschleuse und Schutzlüfter. Der ehemalige Schutzraum Nr. 4 wird heute als Besichtigungsraum des Stadtmuseums gezeigt. Er liegt in der Meister-Eckehart-Straße, Zugang vom Wigbertihof, und ist typisch für damalige Luftschutzkeller in historischen Altstädten.
Auch der „Predigerkeller“ unter dem ehemaligen Predigerkloster neben der Predigerkirche mit Predigerhof wurde zu einer Luftschutz-Rettungsstelle hergerichtet.
Zum Kriegsende existierten 70 „öffentliche Sammelschutzräume“ in Erfurt.
Mehrere Luftschutz-Stollen gab es am südlichen Rand des Steigerwaldes. Ein großer und sehr frequentierter öffentlicher Luftschutzraum von 1.000 m² befand sich zum Beispiel in der Arnstädter Hohle. Ab Februar 1944 wurden an 17 Stellen die Bastionsmauern zu den Wehrgängen der Zitadelle Petersberg geöffnet und mit massiven, auch gasdichten Eingangsbauwerken versehen. Sieben dieser Zugänge sind 2019 noch zu sehen Unter Regie der Reichsbahn wurde ab Anfang 1944 unter der Daberstedter Schanze / dem Stadtpark gegenüber dem Hauptbahnhof, ein großer Stollenbau angelegt und mit Zugängen zu allen Seiten versehen. Er war 1945 mit bis zu 2.000 Schutzsuchenden belegt. In der Johann-Sebastian-Bach-Straße (etwa unter der jetzigen Eissporthalle) befand sich 1944/45 ein großer Befehlsbunker im Bau, der auch öffentlich zugänglich war.
In Erwartung von alliierten Flächenangriffen unter Einsatz von Brandbomben wurden auch in Erfurt vorsorglich besonders brandgefährdete Bauten in der Altstadt abgetragen, so 1944 die dreigieblige, 1937 stillgelegte Schlössermühle aus der Mitte des 18. Jahrhunderts.
Erfurt musste, wie ganz Thüringen, Luftkriegsevakuierte aus Westdeutschland, Hamburg und Berlin aufnehmen. Bereits Ende 1943 gab es 3.500 solche Menschen in der Stadt. Sie brachten auch ihre persönlichen Erlebnisse von den Bombenangriffen mit und verstärkten so entsprechende Befürchtungen in der Erfurter Bevölkerung. Das war besonders nach dem verheerenden Angriff auf Kassel im Oktober 1943 der Fall. Die Stadt war bestrebt, Mütter mit kleinen Kindern zum Verlassen der Stadt zu bewegen, jedenfalls nachts. Im Januar 1944 fand sogar eine öffentliche Diskussion im Kaisersaal statt: „Soll Erfurt evakuiert werden oder nicht?“ Alle Bemühungen um eine „Auflockerung der Bevölkerung“ scheiterten, das Gegenteil trat ein. Bis Februar 1945 war die Bevölkerungszahl durch Evakuierte und Flüchtlinge aus dem Osten auf 180.000 gestiegen, um im April 200.000 zu erreichen. Damit war auch die Gefahr hoher Opferzahlen bei Luftangriffen stark gestiegen.

## Angriffsplanungen
In den britischen Angriffsplanungen gegen deutsche Städte führte Erfurt den „Fischdecknamen“ Whitefish (Maräne). 1942 befand sich Erfurt in einer Liste des britischen Kriegskabinetts mit 25 deutschen Städten, die für Flächenangriffe vorgesehen waren. Im Sommer 1942 lag Erfurt in einem Zielkomplex zusammen mit Eisenach, Gotha, Weimar und Jena für einen Tausend-Bomber-Angriff, geplant von Luftmarschall Arthur Harris. Im November 1942 schlug der Oberbefehlshaber der RAF, Charles Portal, Erfurt für ein „Einäscherungsbombardement“ vor. Im November 1943 befand sich Erfurt als Bestandteil des mitteldeutschen „Kleinen Ruhrgebiets“ auf einer entsprechenden Zielliste von Harris. Eine Reihe von Zielobjekten in Erfurt war im laufend aktualisierten britischen „The Bombers Baedeker“ zu finden. Britische Chemie-Experten bezeichneten 1944 für den Fall eines Gaskriegs gegenüber ihrer Regierung Erfurt als vielversprechendes potentielles Ziel. Im November 1944 befand sich Erfurt in einem „Verkehrsangriffsplan“ der USAAF. Harris setzte Erfurt im Januar 1945 auf eine Liste von deutschen Städten, die noch über größere, unzerstörte Stadtflächen verfügten. Am 8. Februar 1945 erfolgte ein Befehl der Stabschefs an die 8th Air Force und das britische Bomber Command, Erfurt unter die Hauptziele bei den Angriffen auf Militärtransporte und Flüchtlingsströme (Verursachung von Chaos) aufzunehmen.
Für den 2. April 1945, verschoben auf den 3. April, und für den 4. April hatte die RAF einen vernichtenden Doppelangriff mit Flächenbombardements auf Erfurt vorgesehen. Dieser sollte durch zusammen 685 schwere viermotorige Bomber der Typen Halifax und Lancaster ausgeführt werden, mit Abwurf von 2.740 Tonnen Bombenlast. Erfurt entging dem Schicksal seiner Auslöschung dadurch, dass die Amerikaner kurzfristig wegen der Nähe ihrer Bodentruppen intervenierten – die am 3. April bereits Gotha erreicht hatten und am 4. April etwa 15 km vor Erfurt lagen. Grundlage für die Angriffsplanung war eine gemeinsame Air Commanders Conference von Briten und Amerikanern am 29. März 1945 gewesen. Dass dieser Vernichtungsangriff nicht zustande kam, wird von Steffen Raßloff als „größter Glücksfall der Stadtgeschichte“ von Erfurt beschrieben.

## Die Angriffe

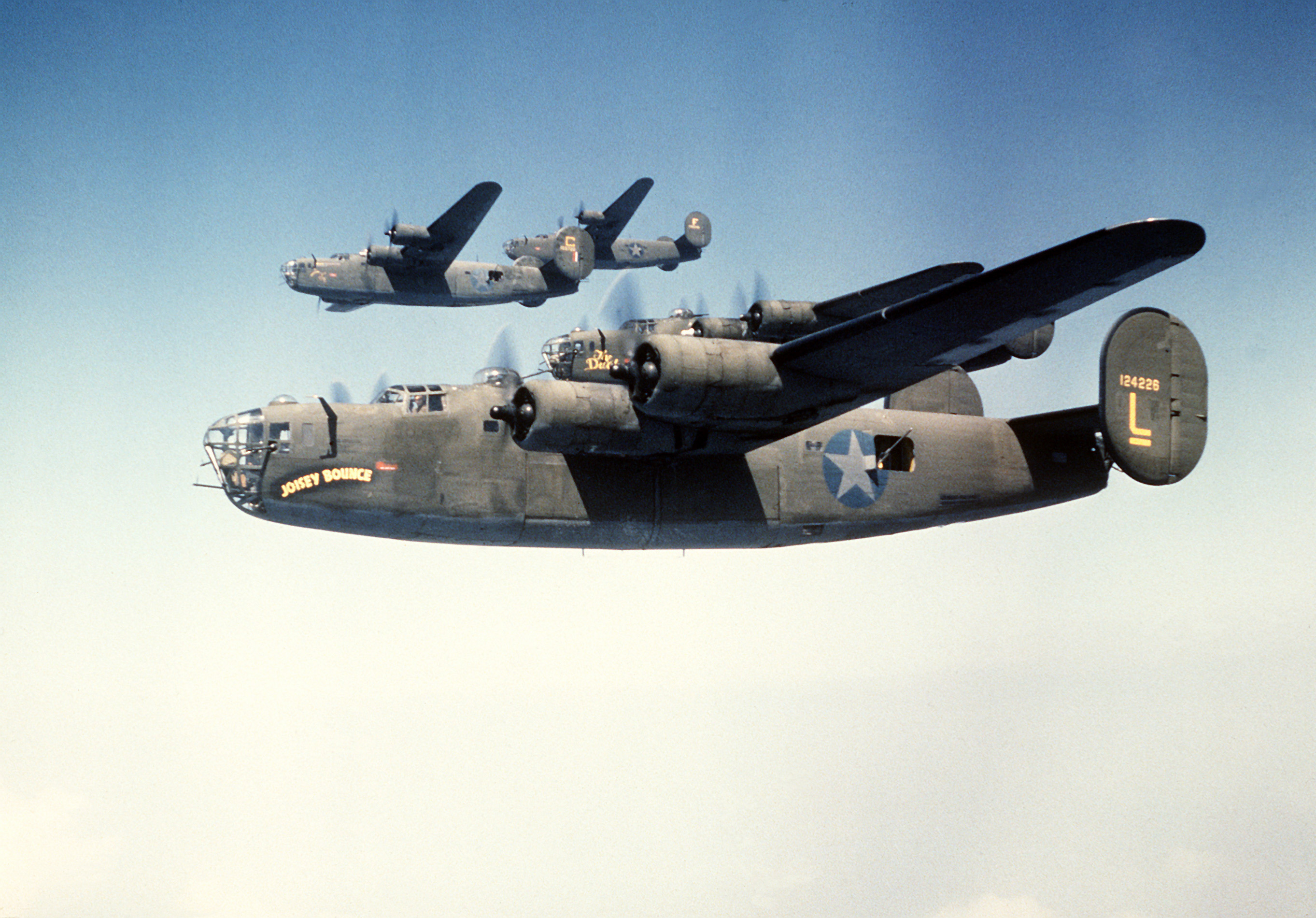
Amerikanische schwere Bomber vom Typ B-24 „Liberator“

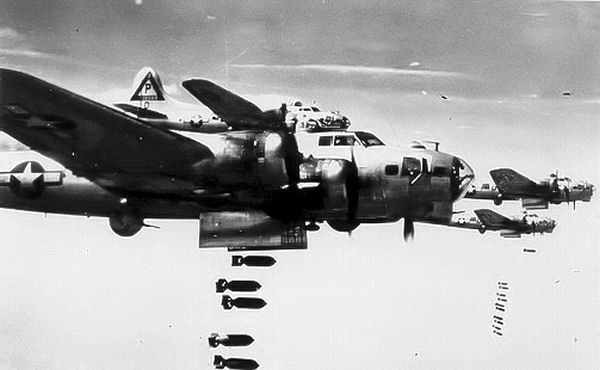
Amerikanische B-17 „Flying Fortress“ beim Bombenwurf

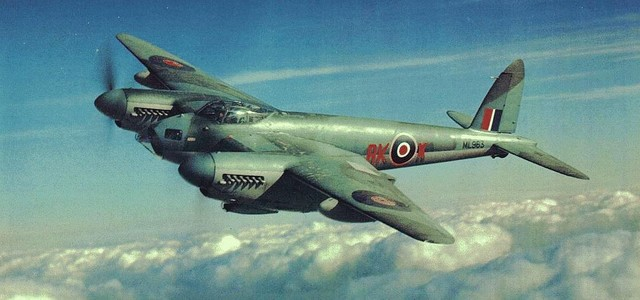
Britischer Mosquito-Schnellbomber 1944

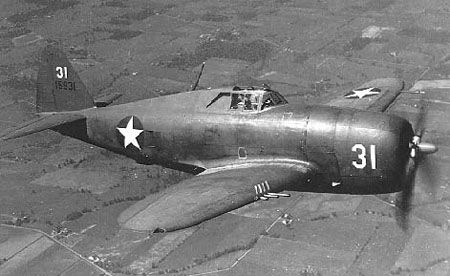
Amerikanischer Jagdbomber P-47 Thunderbolt

Die 27 alliierten Luftangriffe auf Erfurt erfolgten von Juli 1940 bis April 1945. 17 davon waren als leicht, zehn als mittelschwer einzustufen. Acht waren Tages- und 19 Nachtangriffe. Acht Angriffe erfolgten durch die USAAF mit insgesamt 298 schweren viermotorigen Bombern der Typen B-17 „Flying Fortress“ und B-24 „Liberator“, begleitet von Langstrecken-Jagdflugzeugen, wie Thunderbolts. 19 Angriffe wurden durch die britische RAF mit mindestens 267 Mosquito-Nachtbombern ausgeführt. Von den über dem Erfurter Raum abgeworfenen mehr als 1.100 Tonnen Bomben entfielen über 60 % auf die US-Luftwaffe. 92 % der Bombenlast waren Sprengbomben und Minenbomben, 8 % Brandbomben. Diese statistischen Angaben schließen nicht die zahlreichen Jagdbomberangriffe im April 1945 ein. Die Tagesangriffe der US-Amerikaner erfolgten vorwiegend als Bombenteppiche auf relativ begrenzte Zielgebiete. Die Bombenabwürfe der RAF hatten „punktuellen“ Charakter, erstreckten sich jedoch über ein weites Schadengebiet.
Die einzelnen Angriffe:
- Vom 26. Juli 1940 bis 21. Januar 1944 erfolgten 6 nächtliche Angriffe mit Brand- und Sprengbomben auf Erfurt durch die RAF, meist mit Einzelflugzeugen. Die Schäden hielten sich in Grenzen, es gab nur vereinzelte Tote. Neben vorwiegend Wohngebieten, wurden am 17. August 1940 die Gneisenau-Kaserne (Melchendorfer Landstraße) und die Großgarage Arnold getroffen.
- Am 20. Februar 1944 griffen 60 schwere B-24-Bomber der USAAF mit einem konzentrierten Sprengbombenabwurf den Fliegerhorst Erfurt-Bindersleben und Wohngebiete der Stadt an: Peterborn, Kreuzchen, Hahnegarten, Röhrenweg, Pfortenweg, Binderslebener Landstraße, Gothaer Straße, Heinrichstraße, Brühler Hohlweg, Meineckestraße, Ottostraße, Grünstraße. Markante Schadensobjekte waren der Fliegerhorst Bindersleben, die Olympia AG und das 4. Polizeirevier. 133 Tote waren zu beklagen. Auf dem Hauptfriedhof wurden unter anderen 13 Gräber des französischen Ehrenhains zerstört.[19] Der Kampfverband hatte Erfurt in Verwechslung mit seinem eigentlichen Ziel Gotha angegriffen.
- Am 20. Juli 1944 erfolgte ein schwerer Angriff von 134 B-24 der USAAF mit Abwurf von 341 Tonnen Spreng- und Brandbomben auf das Flugzeug-Reparaturwerk und den Flugplatz Erfurt Nord, auf das Dorf Bindersleben und auf die Innenstadt, die an vielen Stellen brannte. Schadensgebiete: Roter Berg, Mittelhäuser Straße, Schwerborner Straße, Hohenwindenstraße, Roßbachstraße, Pilse, Anger, Schlösserstraße, Kaufmännerstraße, Johannesstraße. Markante Schadensobjekte: Flughäfen Erfurt-Nord und Bindersleben, Reparaturwerk, Benzin-May, Kaufhaus Reibstein, Ursulinenkloster, Telegrafenamt, Gartenbauunternehmen J.C. Schmidt, Henry Pels Umformtechnik. Es gab 284 deutsche und ausländische Tote. Auch mindestens 88 Wehrmachtsangehörige, besonders Flak-Soldaten auf dem Roten Berg, fielen dem Angriff zum Opfer.[20]
- Am 11. November 1944 warfen 3 Mosquitos der RAF nachts Minenbomben in der Altstadt ab. Schadensgebiete: Meienbergstraße, Johannesstraße, Futterstraße. Getroffen wurde auch das Gasthaus „Wolfsschlucht“.
- Am 21. November 1944 kam es bei Aktionen eines USAAF-Kampfverbandes zu Flugzeugabstürzen über der Stadt, am Löberring (deutsches Jagdflugzeug) und der Borsigstraße (jetzt Paul-Schäfer-Straße/Hugo-John-Straße). Sieben Tote waren zu beklagen.
- In der Nacht vom 25. zum 26. November (00.54 Uhr) 1944 attackierten 5 Mosquitos der RAF nach Mitternacht die Altstadt mit 9 Tonnen Minenbomben. Schadensgebiete: Thomasstraße, Junkersand, Schlösserstraße, Neue Straße, Rathausgasse, Venedig, Weidengasse, Moritzgasse, Johannesufer, Goebenstraße (jetzt Teil der Stauffenberg-Allee). Markante Schadensobjekte: Kaufhaus Reibstein, 1. Polizeirevier, Neue Mühle, Weidenmühle.
- In der Nacht vom 26. zum 27. November (02.10 Uhr) griffen 3 Mosquitos mit insgesamt 5,4 Tonnen Minenbomben Ziele in der Altstadt an. Schadensgebiete: Barfüßerstraße, Weitergasse, Taschengasse, Löberstraße, Gartenstraße, Löberring, Südfriedhof, Ludendorffstraße (jetzt Tschaikowskistraße). Unter anderem wurden dabei die Barfüßerkirche und das benachbarte Wohnviertel zerstört. Bei beiden Angriffen zusammen starben 71 Einwohner. Am 26. November war Totensonntag.
- Am 6. Dezember (20.50 Uhr) 1944 warf eine Lancaster der RAF abends ihre Bomben über der Innenstadt, Leipziger Platz und Hospitalplatz, ab: 2 Tote.
- Am 6. Februar 1945 griff eine Staffel von US-Jagdbombern den Fliegerhorst Bindersleben an.
- Am 9. Februar 1945 bombardierten 12 B-17 „Flying Fortress“  der USAAF mit einem konzentrierten Abwurf von 32,5 Tonnen Sprengbomben den Kern der Altstadt: Hügelgasse, Turniergasse, Augustinerstraße, Michaelisstraße, Ziegengasse, Pfeiffersgasse, Grünstraße, Kreuzgasse, Kreuzsand, Weidengasse, Kronenburggasse, Johannestor. Dabei zerstörten sie unter anderem das Collegium Maius der alten Universität Erfurt, auch die Malzfabrik am Johannesring wurde getroffen. 138 Menschen starben.
- Am 18. Februar 1945 zerstörte eine Mosquito der RAF mit ihrer Minenbombe (1,8 t) die „Franzosengräber“ auf dem Hauptfriedhof.
- Am 19. Februar 1945 abends griffen 79 Mosquitos der RAF mit 100 Tonnen Spreng-, Minen- und Brandbomben die Innenstadt, den Güterbahnhof, das Gaswerk und das Heeresbekleidungsamt an. Schadensgebiete: Bahnhofstraße, Müfflingstraße (jetzt Theo-Neubauer-Straße), Franckestraße, Herwarthstraße (jetzt Ruhrstraße), Krämpferring, Moltkestraße (jetzt Thälmannstraße), Sedanstraße (jetzt: Am Stadtpark), Thomasstraße, Hindenburgstraße (jetzt Arnstädter Straße), Löberring, Kartäuserstraße, Wilhelmstraße (jetzt Wilhelm-Külz-Straße), Lange Brücke, Leipziger Straße, Stunzengasse, Blumenthalstraße (jetzt Geschwister-Scholl-Straße), Winterfeldstraße (jetzt Jonny-Scheer-Straße), Bellingstraße (jetzt Reißhaus-Straße), Güterbahnhof. Die Humboldt-Schule wurde zerstört, getroffen wurden auch Bahnpost, Erfurter Verkehrsverein, Maschinenfabrik Geipel (ERMA), Gasthaus Kaiser, Barbarossa und Großer Kurfürst, Angermuseum und Gasthaus Hohe Lilie. 223 Menschen verloren ihr Leben.
- Am 22. Februar 1945 warfen abends 4 Mosquitos insgesamt 5,4 Tonnen Minenbomben ab: auf die Dieselstraße, Marbach und Witterda.
- Am 25. Februar 1945 luden abends 59 Mosquitos der RAF 73 Tonnen Brand-, Spreng- und Minenbomben über der Innenstadt ab. 288 Menschen starben, davon 276 im Keller des Bibliotheksgebäudes des Augustinerklosters durch eine von zwei Minenbomben.[1] Weiter waren betroffen: Moltkestraße (jetzt Thälmannstraße), Andreasstraße, Nordhäuser Straße, Blücherstraße (jetzt Breitscheidstraße), Moritzgasse, Große Ackerhofsgasse, Leipziger Straße, Comthurgasse. Auch die Malzfabrik Wolf wurde getroffen.
- Am 1. März 1945 erfolgte abends ein Angriff von 40 Mosquitos der RAF mit 65 Tonnen Sprengbomben auf den Güterbahnhof, Tiergarten, Ringelberg, Gaststätte „Reseda“, Steinmetzstraße (jetzt Werner-Uhlworm-Straße). Auf dem Sportplatz der Herderschule explodierten Sprengbomben, die am Dachgeschoss der Schule zu starken Zerstörungen führten. Durch viele, wohl wetterbedingte Fehlwürfe war die Trefferquote vergleichsweise „gering“, 2 Tote.
- Am 15. März 1945 gab es einen Angriff von 22 Mosquitos mit 26,5 Tonnen Spreng- und Minenbomben auf die Stadt: Gartenstraße, Nettelbeckufer, Blumenstraße, Schlachthofstraße, Petersberg, Nordhäuser Straße, Kronenburggasse, Johannesstraße. 18 Tote.
- Am 17. März 1945 luden 51 B-17 „Flying Fortress“ der USAAF 151 Tonnen Spreng- und Brandbomben über Außenbezirken sowie Dittelstedt, Außenanlagen der Artilleriekaserne „Henne“, Melchendorf und Urbich ab. 94 Menschen starben, die meisten von ihnen in Dittelstedt. Das verfehlte Ziel soll das Bahnbetriebszentrum Erfurt gewesen sein.
- Am 20. März 1945 attackierten 15 US-Jagdbomber P-47 Thunderbolt den Fliegerhorst Bindersleben.
- Am 26. März 1945 warfen 2 Mosquitos der RAF Luftminen (3,6 t) über Yorkstraße (jetzt Rosa-Luxemburg-Straße) und Löberflur ab. Die Erfurter Verkehrs AG wurde getroffen und es gab 17 Tote.
- Am 27. März erfolgte ein Angriff von 4 Mosquitos mit 5,4 Tonnen Minenbomben auf Stadtpark, Straßburger Straße (Robert-Koch-Straße), Gustav-Freytag-Straße und Rückertstraße. 10 Menschen starben.
- Am 30. März 1945 um 23.40 Uhr erfolgte durch 43 Mosquitos der RAF ein Angriff mit 57 Tonnen Brand-, Spreng- und Minenbomben auf das Stadtgebiet: Hopfenberg, Schillerstraße, Arnstädter Straße, Kartäuser Straße, Neuwerkstraße, Goethestraße, Ludendorffstraße (Tschaikowskistraße), Straßburger Straße (Robert-Koch-Straße), Hochheimer Straße, Dorotheenstraße (Gerhart-Hauptmann-Straße), Thomasstraße, Domplatz, Sedanstraße (jetzt: Am Stadtpark), Herderstraße. Markante Schadensobjekte: Gaststätte „Kaffeetrichter“, Marienapotheke, „Adolf-Hitler-Haus“ (Neuwerkstraße 23/24), Kfz-Betriebswerk der Deutschen Reichsbahn, Riebeck-Brauerei, Schillerschule, Feuerwache. Es gab 125 Tote.
- Am 31. März 1945 griffen 25 B-17 „Flying Fortress“ mit 70 Tonnen Spreng- und Splitterbomben den südlichen Teil der Stadt und Reichsbahn-Betriebseinrichtungen an. Betroffen waren: Bahnhofstraße, Thomasstraße, Löberstraße, Rosengasse, Anger, Breitengasse, Gartenstraße, Ringstraßen, Reichartstraße, R.-Breslau-Straße, Espach, Dorotheenstraße (jetzt Gerhart Hauptmann-Straße), Bismarckstraße (jetzt Löberwallgraben), Hohenzollernstraße (später Straße der Einheit, jetzt Alfred-Heß-Straße), Schillerstraße, Friedrichstraße (jetzt Straße des Friedens). Markante Schadensobjekte: Thomaskirche, Staatliches Gymnasium, NS-Kreisleitung in Villa Schillerstraße 39 (neben Thomaskirche). Es soll sich bei dem Angriff um eine Verwechslung mit Gotha gehandelt haben. 93 Menschen starben.
- Am 4. April 1945 wurde mit einem gezielten Sprengbombenabwurf durch ein US-Flugzeug das Verstärkeramt der Reichspost in der Gustav-Freytag-Straße ausgeschaltet. Kurz danach griff ein US-Begleitjäger den Güterbahnhof und das Stadtgebiet an. Es gab 15 Tote.
- Die häufigen weiteren Tieffliegerangriffe auf die Stadt und Umgebung bis zur Besetzung von Erfurt am 12. April 1945 sind nicht im Einzelnen dokumentiert. Die US-Jagdbomber beherrschten völlig den Luftraum.
- Am 12. April 1945 lag Erfurt von 3.00 bis 6.00 Uhr unter massivem Artilleriebeschuss mit fast 1.000 Granaten, darunter Phosphor-Brandgranaten. "In Erfurt erhellten viele in Brand geschossene Häuser die Nacht".[21] Der Petersberg, besonders aber das Brühl mit seinem Büromaschinenwerk (ausgebrannt) und die Innenstadt mit ihren Wohnhäusern und bedeutenden Gebäuden wurden verschieden schwer getroffen: das Kaufhaus "Reibstein" (ausgebrannt), das Hotel "König von Preußen" (ausgebrannt), das Kaufhaus "Römischer Kaiser", der Turm des Hauptpostgebäudes, die "Statthalterei" in der Regierungsstraße, das Rathaus, die Dächer von Dom und Severikirche. Die US-Truppen gestatteten nach der Besetzung von Erfurt am 12. April der Feuerschutzpolizei nicht, die Brände zu bekämpfen.[22]

## Verluste an Gebäuden
In Erfurt (damaliger Stadtkreis) wurden durch den Luftkrieg 530 Gebäude total zerstört, 790 schwer, 1.750 mittelschwer und 6.040 leicht beschädigt. Von knapp 50.000 Wohnungen (Bestand 1939) wurden 8.250 ganz zerstört (17 %) und das Mehrfache davon schwer, mittelschwer oder leicht beschädigt. 23.000 Einwohner wurden obdachlos. 40 Industriegebäude wurden vollständig zerstört, 62 schwer und über 300 leichter beschädigt. Das Gesamtvolumen an Trümmerschutt soll bei 225.000 Kubikmeter gelegen haben.
Die Schäden im industriellen Bereich betrafen vor allem kleinere und mittelgroße Unternehmen. Die meisten größeren traditionellen Rüstungsbetriebe der Stadt blieben weitgehend verschont. Von Großanlagen am stärksten betroffen waren das Flugzeug-Reparaturwerk, die Reichsbahn, die Reichspost, das Gaswerk und die Städtischen Verkehrsbetriebe.
Militärische Einrichtungen: Die beiden Erfurter Flugplätze am Roten Berg und in Bindersleben waren stark zerstört. Schäden gab es auch an der Jägerkaserne, auf dem Petersberg und am Heeresbekleidungsamt. Hingegen hatten sämtliche in den 1930er Jahren gebauten großen Kasernen-Komplexe keine größeren Zerstörungen aufzuweisen.
Die Schadenssumme (Bauschäden, ohne Inventar und Ausrüstungen) durch den Luftkrieg in Erfurt wurde auf 86 Millionen Reichsmark geschätzt. Davon entfielen auf Wohngebäude 45 %, Kulturbauten und Denkmäler 4,4 %, Schulgebäude 3,4 %, Reichsbahn- und Reichspost-Gebäude 3,2 %, Verwaltungsgebäude 2,7 % und Gewerbe- und sonstige Gebäude 41 %.
Zahlreiche Wohnquartiere wurden durch Luftangriffe und Artillerie-Beschuss in Mitleidenschaft gezogen. In der Erfurter Altstadt waren besonders betroffen: Kreuzgasse, Gotthardtstraße, Horngasse, Michaelisstraße, Hügelgasse, Pergamentergasse, Rathausgasse, Comthurgasse, Marbacher Gasse, Barfüßer-Straße, Augustiner-Straße, Futterstraße, Pilse, Große Ackerhofsgasse, Huttenplatz und das Venedig. Das größte zusammenhängende zerstörte Quartier lag zwischen Thomasstraße, Großer Engengasse, Löberring, Gartenstraße und Löberstraße.
Zusammen mit den zerstörten Wohn- und Betriebsstätten fielen auch eine größere Anzahl von historischen Profan- und Sakralbauten in Trümmer.
Auf dem Gelände der Schrottfirma Danker explodierte im Dezember 1947 ein Blindgänger, der die schon im März 1945 schwer getroffene Herderschule an der Fassade und im Inneren erneut beschädigte. Erst im März 1949 konnten die Schüler wieder in ihre Schule zurückkehren. Wolf gibt die Explosion einer Minenbombe bei der gleichen Schrottfirma am Heckerstieg für den 26. Januar 1948 an, durch die 80 Wohnungen total zerstört wurden. Es gab 2 Tote und 107 Verletzte.

## Verluste und Schäden an Kulturbauten
Die folgenden Angaben stammen teilweise aus Helmut Wolf Erfurt im Luftkrieg 1939–1945, überwiegend aber aus dem Standardwerk „Schicksale deutscher Baudenkmale im Zweiten Weltkrieg“. Rudolf Zießler, der das Kapitel „Erfurt“ bearbeitet hat, schreibt darin: „Erfurt zählte, besonders im Bereich des ehemaligen Innenmauerrings, zu den wertvollsten historischen Stadtzentren Deutschlands“.
Kirchenbauten

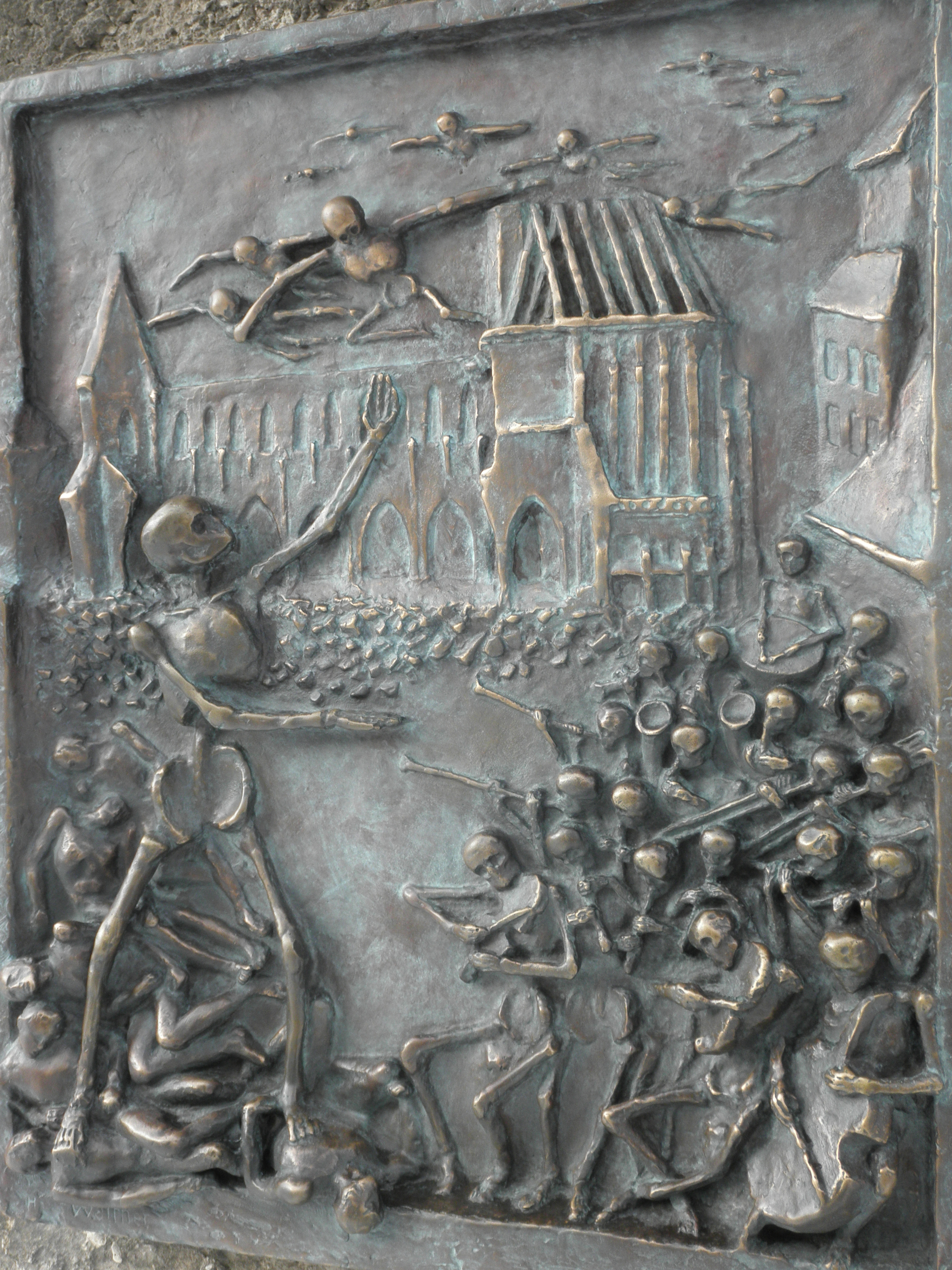
Totentanz von Hans Walther (1947) zur Zerstörung der Barfüßerkirche und Wohnumgebung

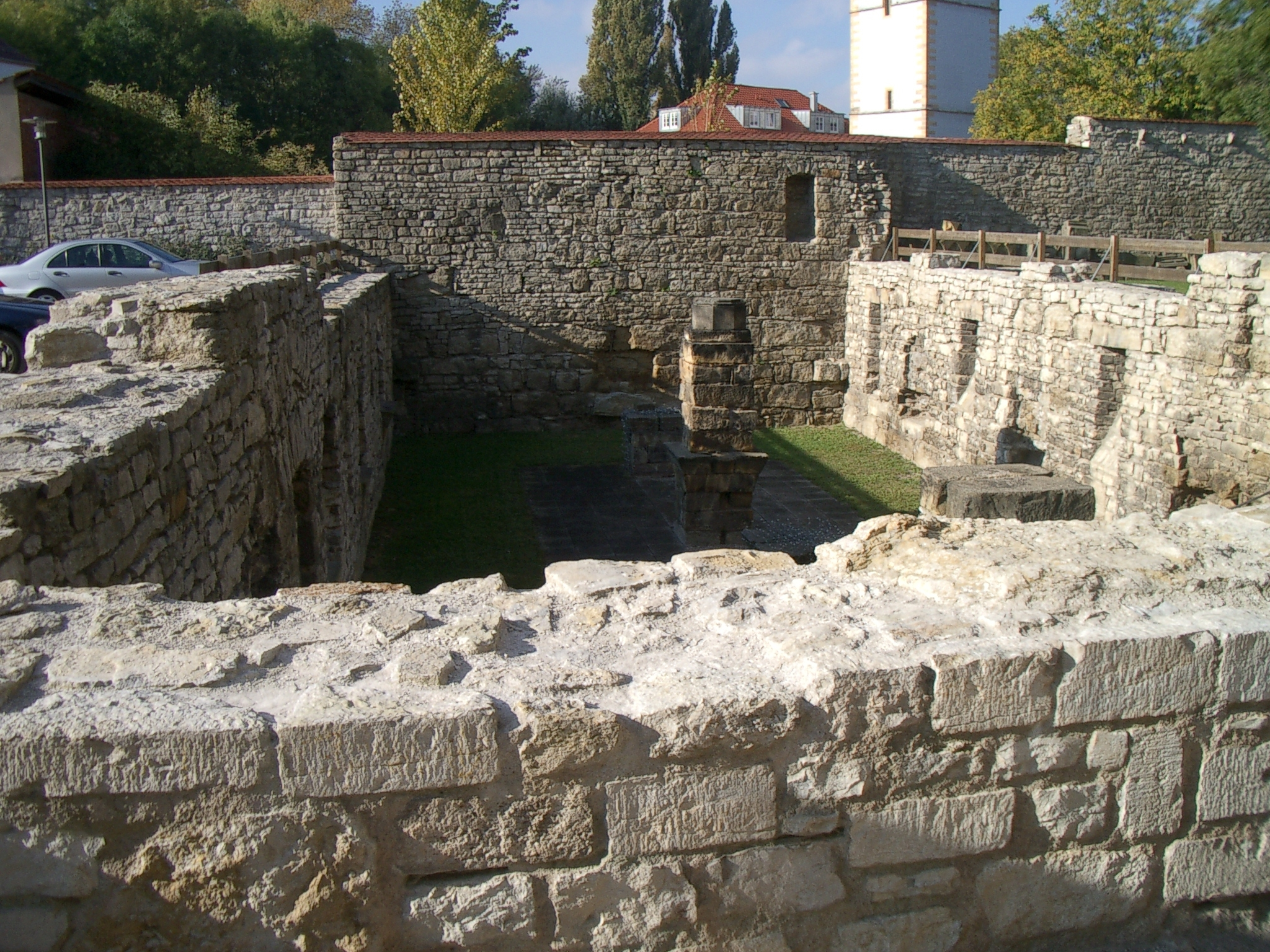
Keller der Augustinerbibliothek (2005), in dem 267 Menschen starben

- Das Augustinerkloster wurde durch Minenbomben am 25. Februar 1945 erheblich in Mitleidenschaft gezogen. Völlig zerstört wurden die Waidhäuser und das Bibliotheksgebäude einschließlich seines Kellers (mit 267 getöteten Zivilisten, darunter viele Kinder aus dem Waisenhaus).[27] Schwer beschädigt wurde die Klausur, insbesondere das Winterrefektorium mit dem alten Priorat, sowie der südliche Teil des Westflügels (Martinstift) und der Verbindungsbau zur Bibliothek. Nur wenig leichter getroffen wurden die übrigen Klostergebäude (Waisenhaus, Gästehaus, Kreuzgang) und die Augustinerkirche. Ein Großteil der kostbaren Bücher des Martinsstifts (3.200 Bände) ging verloren, während die in Dorfkirchen ausgelagerten Bücher des Evangelischen Ministeriums dadurch gerettet wurden.
- Die Barfüßerkirche wurde in ihrem Langhaus am 27. November 1944, der Nacht zum Totensonntag, durch eine Minenbombe weitgehend zerstört. Die mittelalterlichen Farbglasfenster waren durch Ausbau und Einlagerung in den Kellern unter der Domkrypta gerettet worden. An der Mauer der Ruine erinnert ein Relief „Totentanz“ von Hans Walther (1947) an das Schicksal des Bauwerks und des benachbarten Wohnviertels. Schwer beschädigt wurde auch das benachbarte Pfarrhaus, und zerstört das angrenzende Wohnviertel.
- Der Erfurter Dom wurde zwar nicht direkt getroffen, doch gingen in seiner unmittelbaren Nähe mehrmals Spreng- und Minenbomben nieder. Er erlitt im Bereich des Hohen Chores besonders am 19. Februar 1945 erhebliche Beschädigungen: das Dach wurde abgedeckt, die Dachkonstruktion beschädigt, sämtliche Fensterscheiben zertrümmert, von fünf der großen Chorfenster wurden die Rippen herausgebrochen. Die mittelalterlichen Fenster waren durch Einlagerung in die Keller unter der Krypta gerettet worden. Auch andere Kunstwerke, wie das gotische Chorgestühl, wurden durch Auslagerung oder Ummauerung geschützt[28]. Die Türme wurden durch Artilleriebeschuss im April 1945 beschädigt. Erst 1949 konnte der Dom, nach Wiederherstellung, seine Funktion wieder aufnehmen.
- Die Thomaskirche in der Schillerstraße wurde durch Sprengbomben-Einwirkung am 31. März 1945 erheblich beschädigt, die Ostseite des Mittelschiffs aufgerissen.
- Die Ursulinenkloster-Kirche am Anger wurde am 20. Juli 1944 schwer getroffen, Dachwerk und Stuckdecke zerstört. Die Klosterkirche brannte aus, wie auch ein Seitenflügel des Klostergebäudes.
- Die Kaufmannskirche wurde am 11. November 1944 durch Minenbomben-Detonation in der Nähe schwer beschädigt, die Wiederherstellung dauerte bis 1952.
- Die Michaeliskirche erlitt schwere Schäden durch Sprengbomben am 9. März 1945 am Dachwerk und im Innenbereich, einschließlich der Orgel. Erst 1960 konnte sie nach Wiederaufbau ihre Funktion wieder aufnehmen.
- Die Predigerkirche erlitt 1944/45 indirekte Schäden am Dachwerk und den Fenstern durch Sprengbomben in der Nachbarschaft. In diesem Zustand war sie längere Zeit der Witterung ausgesetzt.

- Die Schottenkirche St. Jacob wurde durch Artilleriebeschuss im April 1945 stärker beschädigt, an der Westfassade, am Dachwerk und im Inneren (Orgelempore).
- Der Bartholomäusturm am Anger, von der früheren Bartholomäuskirche stammend, verlor durch Beschuss im April 1945 seinen hölzernen Spitzhelm. Zerstört wurde auch die Maßwerk-Balustrade.

Profanbauten (teilweise von erheblichem städtebaulichem Wert)
- Bebauung um das Augustinerkloster: viele Gebäude am 25. Februar 1945 durch Minenbomben zerstört. Darunter die westlichen fünf Gebäudeachsen der Georgenburse, frühere zeitweise Wohnstätte von Martin Luther
- Bebauung im Bereich der Hintergebäude der Hohen Lilie und der „Grünen Apotheke“: Hundorfgasse, Stunzengasse, Häuser aus 15. bis 19. Jahrhundert. Am historischen Gasthaus Hohe Lilie wurden auch der Querbau und das vordere Giebelhaus in Mitleidenschaft gezogen.
- Bebauung im Bereich Barfüßerkirche, Wohnhäuser aus dem 17. bis 19. Jahrhundert, völlig durch Minenbombe am 27. November 1944 zerstört
- Bebauung im Bereich Schlösserstraße, Schlösserbrücke, Junkersand, Pilse, Hinter dem Rathaus: Wohnhäuser aus 15. bis 19. Jahrhundert, weitgehend zerstört. Das Rathaus erlitt im April 1945 Schäden an Fassade und Innerem durch Artilleriebeschuss.
- Bebauung im Bereich Futterstraße, Wenigemarkt, Meienbergstraße und Johannesstraße: Bürgerhäuser an der Futterstraße Südseite erheblich betroffen. Völlig zerstört das Haus „Zum Kronprinz“ und das Hotel „König von Preußen“, stark beschädigt „Zum Rebenstock“.
- Bebauung im Bereich Kreuzgasse: Wohnhäuser aus 15. bis 19. Jahrhundert, erhebliche Schäden
- Die Krämerbrücke: am 11. April 1945 durch Artilleriebeschuss beschädigt
- Das Collegium Maius, früheres Universitätshauptgebäude in der Michaelisstraße, am 9. Februar 1945 durch Sprengbomben völlig zerstört
- Die historischen Bürgerhäuser „Zum Greifenstein“ und „Zum Schwarzen Rößchen“ in der Michaelisstraße gingen am 9. Februar 1945 verloren, wie auch der letzte Wallturm (Turm 23) des früheren äußeren Festungsrings.
- Die Kurmainzische Statthalterei („Die Regierung“) wurde an der Balustrade und im Bereich der Wachhäuser beschädigt
- Das Haus „Zum Helm“ an der Ecke Anger/Schlösserstraße zerstört und abgetragen
- Das Angermuseum, der frühere Kurmainzische Packhof, wurde am 19. Februar 1945 an der Fassade und am Dach schwer beschädigt
- Das Haus Große Arche 14, ein dreigeschossiger, neunachsiger Renaissancebau, wurde zerstört und abgetragen
- Das Haus „Zum Güldenen Kranich“ von 1425, ehemaliges Schankhaus der Kartäuser, wurde zerstört und abgetragen

## Verluste an Menschenleben

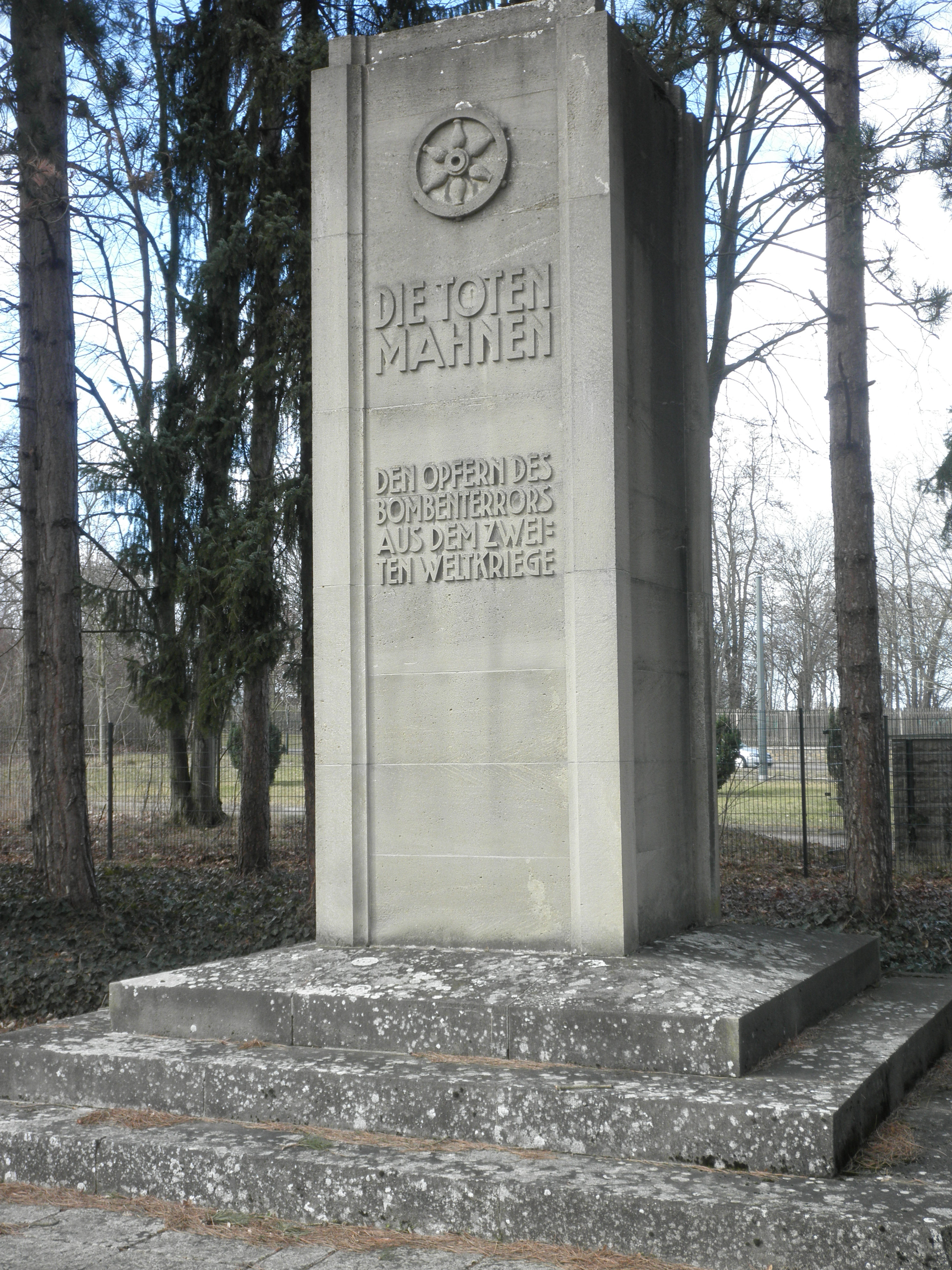
Denkmal für Bombenopfer auf dem Hauptfriedhof: Ehrenhain II

Die Zahl der bei Bombenangriffen auf Erfurt (damaliges Stadtgebiet) getöteten Zivilpersonen, überwiegend Frauen und Kindern, lag nach offiziellen Angaben bei 1.392. Helmut Wolf nimmt an, dass es mehr waren. Die NS-Propaganda wäre bemüht gewesen, die Auswirkungen des Bombenkriegs eher zu bagatellisieren. Noch über Jahre nach Kriegsende wurden die sterblichen Überreste verschütteter Opfer bei Bauarbeiten gefunden. Die Zahl der – zum Teil schwer – Verletzten lag beim Mehrfachen der Todesopfer. Nach Wolf dürfte die Zahl der zivilen Todesopfer in Erfurt, einschließlich der eingemeindeten Ortschaften, der Opfer der Tiefflieger, des Artillerie-Beschusses und anderer Kriegshandlungen bei 1.600 liegen. So starben 75 Einwohner von Dittelstedt und 21 in Bindersleben durch Bomben und in Marbach 24 Menschen in ihren Kellern durch Beschuss mit Sprenggranaten.

## Begräbnis- und Gedenkstätten
Die Erfurter Bombenopfer befinden sich größtenteils unter den Kriegstoten auf dem Hauptfriedhof Erfurt, nicht wenige auch auf dem ehemaligen Südfriedhof (heute Südpark) und auf Ortsteil-Friedhöfen. 784 Kriegstote (1939–1945) ruhen auf dem Ehrenhain II, 748 auf dem Ehrenhain III und 154 auf dem sogenannten „Hamburger Block“ (benannt nach den in Erfurt verstorbenen Hamburger Bombenopfern von 1943) des Hauptfriedhofs, 108 im heutigen Südpark. Auf dem Ehrenhain II steht eine Gedenksäule von 1958 mit der Inschrift: „Die Toten mahnen – Den Opfern des Bombenterrors aus dem Zweiten Weltkrieg“. Für den Ehrenhain III schuf 1952 der Bildhauer Helmut Braun das Denkmal MEMENTO "Den Opfern des Bombenkrieges 1944-1945". Es wurde 2019 grundhaft saniert.
Nach der Wende sind auf den Friedhöfen in und um Erfurt würdige Gedenkstätten entstanden, manche Grabfelder waren zur DDR-Zeit bereits eingeebnet worden.

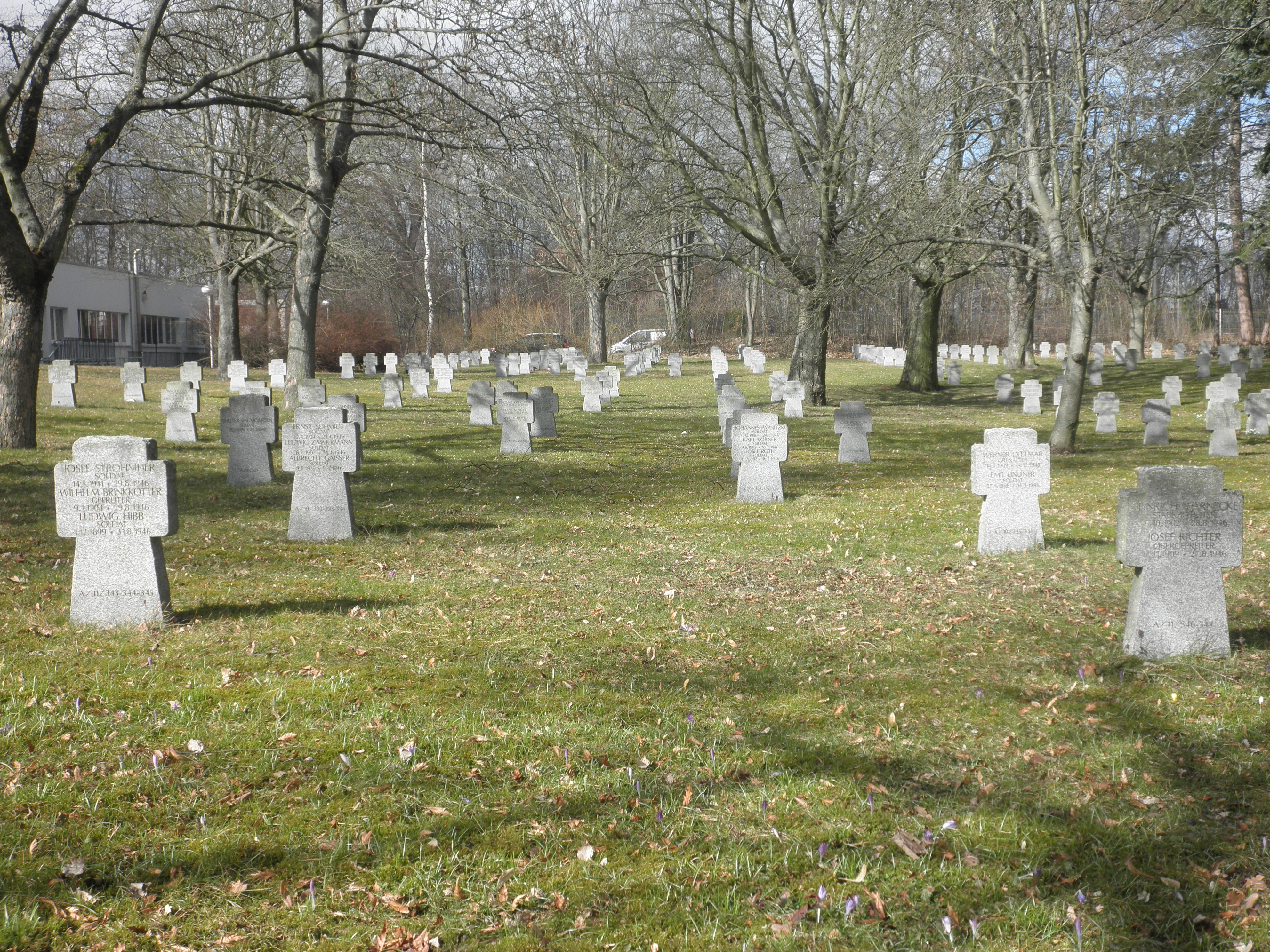
Bombenopfer Hauptfriedhof Erfurt Ehrenhain II
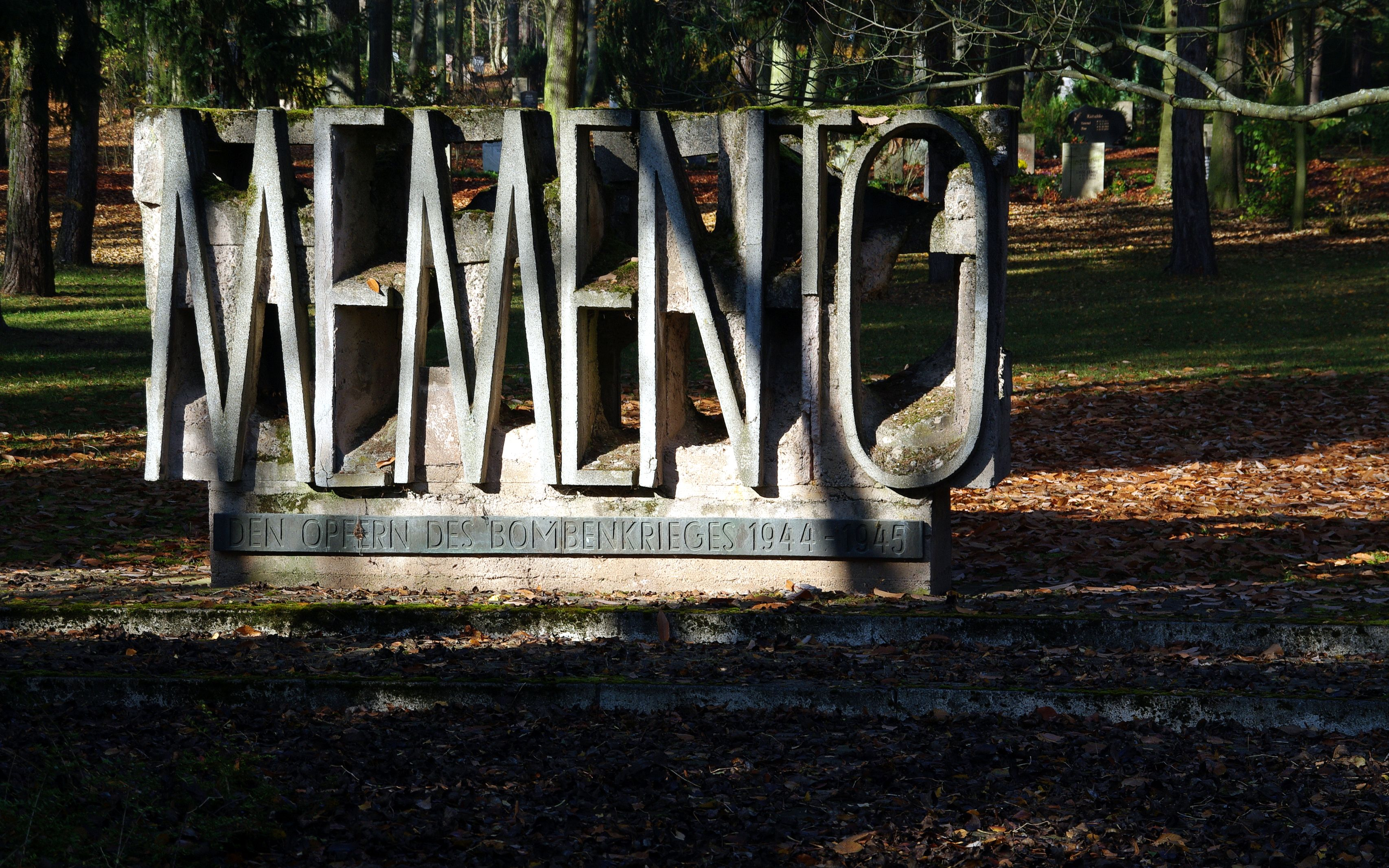
MEMENTO Bombenopfer Erfurt Ehrenhain III
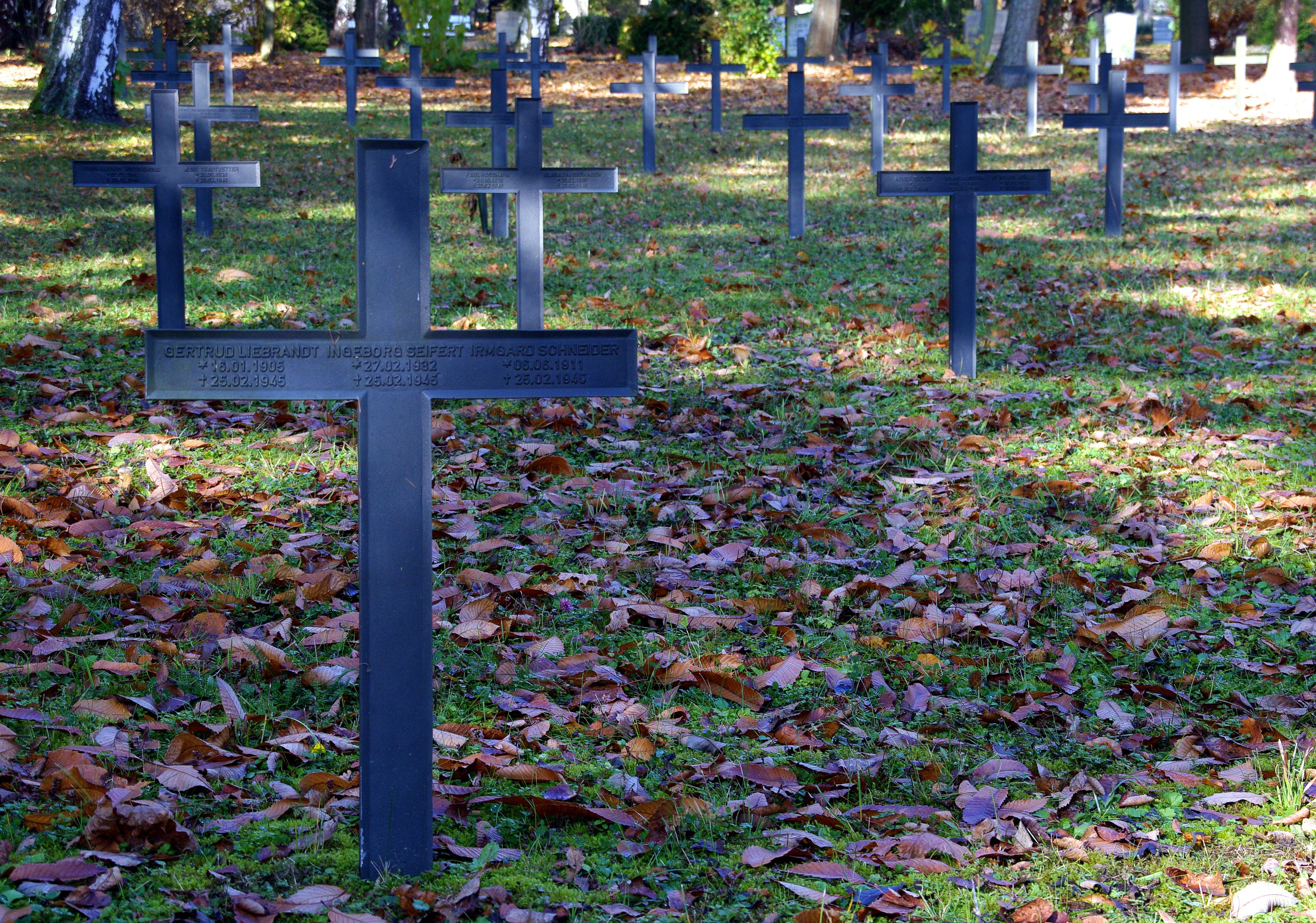
Bombenopfer Erfurt Ehrenhain III
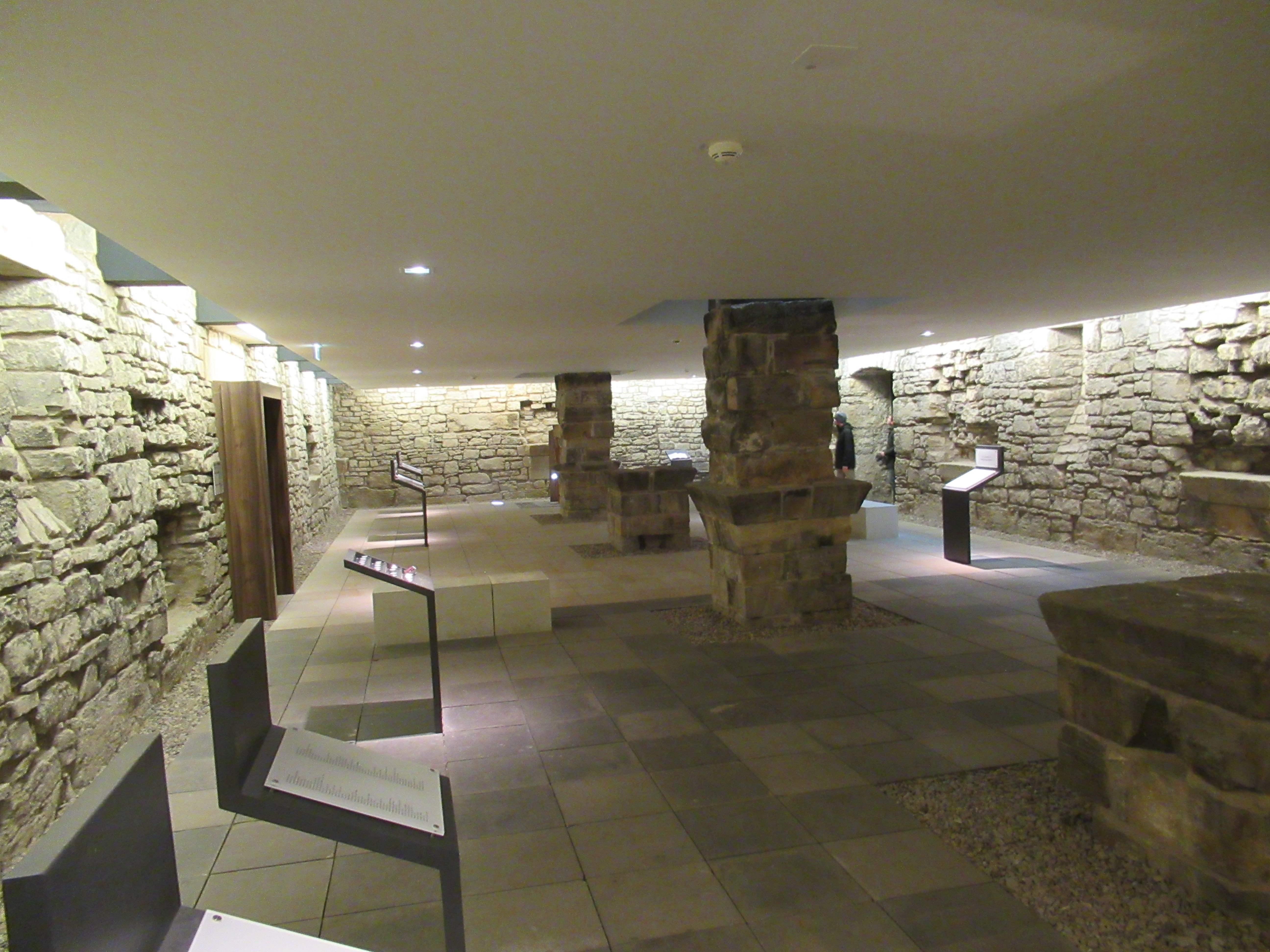
"Ort der Stille" im Keller der 2010 neugebauten früheren Augustinerbibliothek (267/275  Tote)

## Altlasten
Wie in anderen vom Luftkrieg betroffenen Städten kommt es auch in Erfurt immer wieder zu Funden von Bomben und Granaten aus dieser Zeit. So explodierte noch am 4. September 2018 bei Bauarbeiten an der Schmalen Gera zur Vorbereitung der Bundesgartenschau eine Phosphorgranate, die man dann kontrolliert abbrennen ließ.

## Erinnerung
In Erfurt werden die Luftangriffe mit ihren Folgen tendenziell angesichts der Zerstörungen in anderen deutschen Städten als nicht so gravierend angesehen. So schreibt ein vielgelesener Stadtführer: „Von Bombenangriffen blieb Erfurt weitgehend verschont.“ Tatsächlich aber waren es immerhin 27 Luftangriffe (davon 17 als leicht und zehn als mittelschwer einzustufen), mit geschätztem Abwurf von 4000 Bomben (errechnet aus den dokumentierten 1.100 Tonnen Bombenlast und Annahme von durchschnittlich 250-kg-Bomben).